# Faisal Al Badri
Faisal Saleh Al Badri (in arabo فيصل صالح البدري‎?; Bengasi, 4 giugno 1990) è un calciatore libico, di ruolo centrocampista.

## Carriera

### Club
Ha sempre giocato nel campionato libico.

### Nazionale
Ha esordito con la nazionale libica nel 2011.

## Palmarès

### Nazionale
- Campionato delle nazioni africane: 1

Sudafrica 2014